# Back of My Mind
Back of My Mind – czwarty album studyjny amerykańskiego wokalisty Christophera Crossa wydany w 1988 przez wytwórnię Reprise Records. Na płycie wystąpili gościnnie w chórkach Christine McVie, Michael McDonald, Ricky Nelson.

## Spis utworów
| A1. | „Someday” (Christopher Cross / Rob Meurer)                                      | 3:12  |
|     |                                                                                 |       |
| A2. | „Never Stop Believing” (John Bettis / Erich Bulling / Christopher Cross)        | 4:00  |
|     |                                                                                 |       |
| A3. | „Swept Away”(John Bettis / Christopher Cross/ Steve Dorff)                      | 4:32  |
|     |                                                                                 |       |
| A4. | „Any Old Time” (John Bettis / Christopher Cross)                                | 4:05  |
|     |                                                                                 |       |
| A5. | „I Will (Take You Forever)” (Christopher Cross / Rob Meurer / Michael Omartian) | 4:15  |
|     |                                                                                 |       |
| B1. | „She Told Me So” (Christopher Cross / Michael Omartian)                         | 4:08  |
|     |                                                                                 |       |
| B2. | „Back of My Mind” (Christopher Cross / Rob Meurer )                             | 3:55  |
|     |                                                                                 |       |
| B3. | „I’ll Be Alright” (Christopher Cross / Rob Meurer / Michael Omartian)           | 4:54  |
|     |                                                                                 |       |
| B4. | „Alibi” (Christopher Cross / Rob Meurer)                                        | 4:41  |
|     |                                                                                 |       |
| B5. | „Just One Look” (Christopher Cross)                                             | 4:37  |
|     |                                                                                 |       |
|     |                                                                                 | 42:19 |
|     |                                                                                 |       |

## Muzycy
- Christopher Cross – wokal, gitara, syntezator, aranżer
- John Chemay – gitara basowa
- Michael Omartian – instrumenty klawiszowe, programowanie perkusji, aranżer
- Frances Ruffelle – wokal
- Christine McVie – chórki
- Michael McDonald – chórki
- Ricky Nelson – chórki
- Gary Herbig – saksofon
- Dan Higgins – saksofon barytonowy
- Larry Williams – saksofon tenorowy
- Rob Maurer – instrumenty klawiszowe
- Alex Acuna – perkusja
- Tom Scott – saksofon
- Judd Miller – syntezator
- J. D. Maness – gitara hawajska
- Karen Blake – chórki
- Andrae Crouch – chórki
- Fred White – chórki
- Kevin Dorsey – chórki
- Lue McCrary – chórki
- Quartario – chórki

## Produkcja
- Michael Omartian – producent
- Tom Fouce – inżynier dźwięku
- James Wolfford – asystent inżyniera
- Doug Carleton – asystent inżyniera
- Laura Livingston – asystent inżyniera
- Tom Leader – asystent inżyniera
- Terry Christian – miksowanie

## Pozycje na listach
| Lista 1988     | Pozycja |
| -------------- | ------- |
| Lista japońska | 27      |

## Notowania singli
| Rok  | Singel                      | Notowania                               | Poz. |
| ---- | --------------------------- | --------------------------------------- | ---- |
| 1988 | „I Will (Take You Forever)” | Lista amerykańska US Adult Contemporary | 41   |